# Fāfaru
El fāfaru es un plato de pescado de la Polinesia. El filete de pescado, generalmente atún, se macera en una preparación de agua de mar y cabezas prensadas de gamba. Esta es una forma de salmuera.
La gamba que se usa es la gamba de agua dulce, presente en los ríos de las islas del Pacífico Sur. Las cabezas de gamba se descascaran parcialmente y luego se trituran o exprimen para obtener un jugo que sirve como agente de fermentación. La mezcla se fermenta con agua de mar durante 2 días, luego se filtra antes de agregarle los filetes de pescado que se dejan marinar durante 3 horas, y a veces hasta 8 horas o más, dependiendo del sabor deseado. Los filetes se comen en un estado de descomposición ligera o muy avanzada, con un fuerte olor. Lejos de su olor a descomposición, el fāfaru tiene un sabor dulce ligeramente picante.
Antes de que el uso de sal común se extendiera por la Polinesia, para salar los alimentos se usaba esta mezcla de agua y cabezas de gamba.